# Liplany (Ukraina)
Liplany (ukr. Липляни) – wieś na Ukrainie w rejonie łuckim obwodu wołyńskiego.
Do 2020 w rejonie kiwereckim. 